# Авашла
Авашла (баш. Әүәшле) — река в России, протекает в Зилаирском районе Республики Башкортостан. Устье реки находится в 264 км по левому берегу реки Большой Ик. Длина реки составляет 18 км.
На реке находилась деревня Авашла.

## Притоки
- Мяткися
- Сурам
- Угульга
- Эпрош

## Данные водного реестра
По данным государственного водного реестра России относится к Уральскому бассейновому округу, водохозяйственный участок реки — Большой Ик. Речной бассейн реки — Урал (российская часть бассейна). Код водного объекта в государственном водном реестре — 12010000612112200005767.